# Grand Prix automobile d'Autriche 2015
GP précédent GP suivant
Le Grand Prix automobile d'Autriche 2015 (Formula 1 Grosser Preis Von Österreich 2015), disputé le 21 juin 2015 sur le Red Bull Ring, est la 924e épreuve du championnat du monde de Formule 1 courue depuis 1950. Il s'agit de la vingt-neuvième édition du Grand Prix d'Autriche comptant pour le championnat du monde de Formule 1, la vingt-septième disputée sur le circuit de Spielberg, et de la huitième manche du championnat 2015. 
Le tracé, inauguré en 1969 sous le nom d'Österreichring a été remodelé sous sa forme actuelle pour devenir le A1-Ring en 1997 puis a été racheté par Red Bull en 2005 et légèrement modifié pour passer de 4,323 km à 4,319 km puis désormais 4,326 km. Huit Grands Prix de Formule 1 se sont disputés sur ce circuit dans sa configuration actuelle, de 1997 à 2003 puis en 2014.
Les qualifications débutent sur une piste mouillée qui s'assèche progressivement au fil du passage répétés des monoplaces. Les pilotes sont ainsi obligés de changer progressivement leurs pneus pour passer des intermédiaires aux pneus pour le sec de type « supertendre ». Les performances des pilotes ne cessent de s'améliorer dans les derniers instants de la première phase et Kimi Räikkönen se retrouve piégé à la dix-huitième place et éliminé dès la Q1. Néanmoins, il bénéficie des pénalités infligées à Daniil Kvyat, Daniel Ricciardo, Jenson Button et Fernando Alonso, relégués en fond de grille pour dépassement du quota alloué de groupes propulseurs, et remonte ainsi à la quatorzième place sur la grille de départ.
Lewis Hamilton, devancé par Nico Rosberg lors des sessions Q1 et Q2, prend le dessus sur son coéquipier lors de la dernière phase où il le devance de 200 millièmes de seconde à l'issue de leurs premières tentatives. Ils repartent tous deux pour un ultime tour rapide dans le but de rafler la pole position ; le Britannique part en tête-à-queue dans le premier virage tandis que son coéquipier, en voie de le battre, termine son tour dans les graviers en sortant de la dernière courbe du circuit. Hamilton obtient donc sa quarante-cinquième pole position depuis ses débuts en Formule 1, sa septième cette saison, et la dix-neuvième consécutive de l'écurie Mercedes Grand Prix. Sebastian Vettel poste sa Ferrari SF15-T au troisième rang, à 355/1000 d'Hamilton, et Felipe Massa l'accompagne en deuxième ligne. Nico Hülkenberg, tout juste auréolé de sa victoire aux 24 Heures du Mans, se hisse en troisième ligne avec le cinquième temps, devant Valtteri Bottas ; suivent Max Verstappen et Felipe Nasr et, en cinquième ligne, les deux pilotes Lotus, Romain Grosjean et Pastor Maldonado.
En prenant un meilleur départ que son coéquipier puis en plongeant à l'intérieur du prermier virage pour ressortir en tête, Nico Rosberg se met immédiatement en position de remporter sa deuxième victoire consécutive sur le Red Bull Ring, ce qu'il réalise au terme des soixante-et-onze tours de course, sans jamais avoir été inquiété par Lewis Hamilton, d'autant que ce dernier écope d'une pénalité de cinq secondes pour avoir mordu la ligne blanche en sortant des stands. Rosberg s'impose pour la onzième fois depuis ses débuts en Formule 1, et gagne sa troisième épreuve de la saison tandis que Mercedes réalise son vingt-et-unième doublé en tant que constructeur.
La course est marquée, dès le premier tour, par un accrochage spectaculaire entre Fernando Alonso (qui encaisse un choc de 34 g) et Kimi Räikkönen ce qui provoque la sortie de la voiture de sécurité. La Scuderia Ferrari n'est pas au bout de ses peines puisque Sebastian Vettel perd sa troisième place au profit de Felipe Massa à cause d'un arrêt au stand à rallonge où ses mécaniciens ne parviennent pas à changer son pneu arrière-droit. Si Massa monte sur son premier podium cette année, Vettel termine à la quatrième place, loin devant Valtteri Bottas qui, à la mi-course, dépasse Nico Hülkenberg pour le gain de la cinquième place. Hülkenberg termine sixième, et dernier pilote dans le même tour que le vainqueur. Pastor Maldonado effectue une remontée spectaculaire émaillée de plusieurs figures peu académiques pour se classer septième (comme lors de la course précédente) et devance Max Verstappen qui prend les quatre points de la huitième place ; Sergio Pérez et Daniel Ricciardo s'adjugent les points restants. Seuls quatorze pilotes reçoivent le drapeau à damier à l'arrivée. 
Lewis Hamilton, toujours en tête du championnat du monde, n'a plus que 10 points d'avance sur son coéquipier Rosberg (désormais 169 points contre 159) et devance toujours les pilotes Ferrari, Sebastian Vettel (120 points) et Kimi Räikkönen (qui reste à 72 points après son abandon). Valtteri Bottas (67 points) et son coéquipier Felipe Massa (62 points), suivent. Daniel Ricciardo (36 points) précède son coéquipier Daniil Kvyat (resté à 19 points) et Nico Hülkenberg (18 points) qui passe devant Romain Grosjean (17 points). Mercedes conserve la tête du championnat, avec 328 points, devant Ferrari (192 points) et Williams (129 points) ; suivent Red Bull Racing (55 points), Force India (31 points), passé devant Lotus (29 points), Sauber (21 points), Scuderia Toro Rosso (19 points) et McLaren (4 points). Manor Marussia n'a pas encore inscrit de point.

## Essais libres

### Première séance, le vendredi de 10 h à 11 h 30
| Pos. | Pilote          | Voiture           | Chrono         | Écart     |
| ---- | --------------- | ----------------- | -------------- | --------- |
| 1    | Nico Rosberg    | Mercedes          | 1 min 10 s 401 |           |
| 2    | Lewis Hamilton  | Mercedes          | 1 min 10 s 709 | + 0 s 308 |
| 3    | Kimi Räikkönen  | Ferrari           | 1 min 11 s 028 | + 0 s 627 |
| 4    | Valtteri Bottas | Williams-Mercedes | 1 min 11 s 452 | + 1 s 051 |
| 5    | Felipe Nasr     | Sauber-Ferrari    | 1 min 11 s 633 | + 1 s 232 |
| 6    | Daniil Kvyat    | Red Bull-Renault  | 1 min 11 s 642 | + 1 s 241 |

S'il ne pleut pas, c'est toutefois sur une piste légèrement mouillée que commence la première séance d'essais libres du Grand Prix d'Autriche. Alors que les pilotes s'élancent pour leur tour d’installation, Fernando Alonso, rencontre un problème dans le virage no 8 et doit rejoindre son stand alors qu'il dispose pourtant d'une nouvelle unité de puissance , ce qui lui vaut déjà une pénalité d'un recul sur la grille de départ pour la course. Il ne peut reprendre la piste qu'après une intervention des mécaniciens d'environ 75 minutes et ne boucle aucun tour chronométré durant cette séance. La McLaren MP4-30 dispose d'un nouveau museau raccourci, de nouveaux profils d'ailerons et d'un le fond plat revu,,. 
Felipe Nasr fixe le temps de référence en 1 min 18 s 021 mais il est rapidement battu par Valtteri Bottas, en deux temps (1 min 16 s 162 puis 1 min 15 s 084). Felipe Massa, sur l'autre Williams FW37, passe en tête en 1 min 14 s 969 mais Bottas reprend l'avantage en 1 min 14 s 160. Nico Rosberg améliore ensuite en 1 min 12 s 791. Si Kimi Räikkönen occupe un temps la tête en 1 min 12 s 442, Rosberg enchaîne une série de tours lancés et ne cesse d'améliorer ses performances (1 min 11 s 389, 1 min 10 s 840 et 1 min 10 s 401, meilleur temps de la séance). Tous ces temps ont été réalisés avec le train de pneus supplémentaire fourni par Pirelli pour les trente premières minutes de la séance,,.
La Ferrari SF15-T de Sebastian Vettel est victime d'une avarie de son unité de puissance qui oblige l'Allemand à l'abandonner en piste. La monoplace est évacuée par un camion-grue afin de permettre aux mécaniciens d'intervenir pendant l'heure restante. Quelques minutes plus tard, Massa, en ressortant de son stand, manque d'écraser Maurizio Arrivabene, le patron de la Scuderia Ferrari qui a mal évalué le temps dont il disposait pour traverser la voie des stands,,.
À la mi-séance, les pilotes se relancent en piste. Pour leur « Grand Prix national », les Red Bull RB11, pourtant équipées de nouveaux moteurs (synonymes de pénalités sur la ligne de départ), ne sont pas à la fête. Daniel Ricciardo se plaint de problèmes de motricité dans les portions lentes tandis que Daniil Kvyat n'arrive pas à exploiter la puissance de son moteur ; le Russe obtient néanmoins le sixième temps de la session, en 1 min 11 s 642. En pneus durs, les jeunes pilotes de la Scuderia Toro Rosso s'en tirent mieux que leurs aînés : grâce à un meilleur comportement de leur Toro Rosso STR10, Carlos Sainz Jr. et Max Verstappen pointent longtemps devant leurs homologues de Red Bull Racing qui ne prennent l'avantage final que grâce à leurs pneus tendres,,.
- Jolyon Palmer, pilote essayeur chez Lotus F1 Team, remplace Romain Grosjean lors de cette séance d'essais.

### Deuxième séance, le vendredi de 14 h à 15 h 30
| Pos. | Pilote           | Voiture              | Chrono         | Écart     |
| ---- | ---------------- | -------------------- | -------------- | --------- |
| 1    | Sebastian Vettel | Ferrari              | 1 min 09 s 600 |           |
| 2    | Nico Rosberg     | Mercedes             | 1 min 09 s 611 | + 0 s 011 |
| 3    | Kimi Räikkönen   | Ferrari              | 1 min 09 s 860 | + 0 s 260 |
| 4    | Pastor Maldonado | Lotus-Mercedes       | 1 min 09 s 914 | + 0 s 314 |
| 5    | Lewis Hamilton   | Mercedes             | 1 min 10 s 137 | + 0 s 537 |
| 6    | Nico Hülkenberg  | Force India-Mercedes | 1 min 10 s 160 | + 0 s 560 |

La deuxième séance d'essais libres du Grand Prix d'Autriche commence sous un ciel gris et avec une température ambiante de 16 °C. Comme la pluie se fait très menaçante, les pilotes ne tardent pas à s'élancer en piste, derrière Sebastian Vettel et Fernando Alonso, victimes de soucis techniques durant la matinée. Kimi Räikkönen établit le temps de référence en 1 min 11 s 259,,.  
Lewis Hamilton améliore ensuite en 1 min 11 s 155 et une lutte s'installe entre les deux rivaux, Räikkönen tournant en 1 min 10 s 298 et Hamilton en 1 min 10 s 137. Alors qu'il reste encore une heure d'essais, Räikkönen chausse les plus les plus tendres disponibles ce weekend (spécification « supertendre) » et se replace en tête du classement en deux temps (1 min 09 s 869 puis 1 min 09 s 860). Leurs coéquipiers respectifs entrent ensuite dans la danse et Nico Rosberg améliore en 1 min 09 s 611 avant de s'effacer derrière Vettel qui, en 1 min 09 s 600, réalise le meilleur temps de la séance,,.
La suite de la séance est plus calme car de nombreux pilotes prennent de grandes précautions sur le circuit de Spielberg, connu pour être très exigeant envers les moteurs. Ainsi, les pilotes Red Bull Racing et McLaren Racing doivent ménager la fiabilité de leurs moteurs (ils encourent déjà des pénalités) tandis que Vettel et Alonso ne veulent pas revivre leurs problèmes de la veille (Vettel rencontre néanmoins de nouveaux problèmes techniques et rentre au ralenti dans l'allée des stands en fin de séance) ; Jenson Button, pour sa part, sait déjà que son équipe va procéder à un nouveau changement de moteur et qu'il sera, encore une fois, pénalisé d'un recul sur la grille de départ. Les monoplaces Mercedes semblent les seules à tourner dans la plus grande sérénité, pour la plus grande joie de ses dirigeants autrichiens Toto Wolff et Niki Lauda. Les Williams FW37 évoluent au-delà de la quatorzième place alors que, l'année précédente, au volant de la Williams FW36, Felipe Massa avait obtenu la pole position. Mues par le même moteur, les Lotus E23 Hybrid se montrent plus convaincantes, quel que soit le type de pneumatiques utilisé ; Romain Grosjean, qui n'a pas tourné durant la matinée, réalise ainsi le septième temps tandis que Pastor Maldonado termine quatrième, devant Hamilton, tout en étant capable d'enchaîner vingt-cinq tours sans changer de pneus. Les Sauber C34, après un beau début de saison, semblent accuser le coup en matière de développement puisqu'elles ne disposent, au contraire de leurs rivales, que de peu d'évolutions et ne bénéficient toujours pas de la nouvelle version de l'unité de puissance Ferrari,,.

### Troisième séance, le samedi de 11 h à 12 h
| Pos. | Pilote           | Voiture              | Chrono         | Écart     |
| ---- | ---------------- | -------------------- | -------------- | --------- |
| 1    | Sebastian Vettel | Ferrari              | 1 min 09 s 994 |           |
| 2    | Lewis Hamilton   | Mercedes             | 1 min 10 s 011 | + 0 s 017 |
| 3    | Kimi Räikkönen   | Ferrari              | 1 min 10 s 177 | + 0 s 183 |
| 4    | Sergio Pérez     | Force India-Mercedes | 1 min 10 s 221 | + 0 s 227 |
| 5    | Nico Rosberg     | Mercedes             | 1 min 10 s 332 | + 0 s 338 |
| 6    | Felipe Massa     | Williams-Mercedes    | 1 min 10 s 408 | + 0 s 414 |

La dernière séance d'essais libres du Grand Prix d'Autriche commence sous une température ambiante de 11 °C. Si le ciel est toujours gris et menaçant, les conditions de piste sont différentes de la veille et les écuries ont du mal à savoir quelles données, entre celles collectées vendredi ou de celles de la matinée, seront les plus pertinentes pour choisir les meilleurs pneumatiques pour la phase de qualification. Les pilotes s'élancent en piste dès son ouverture, les uns après les autres, et Nico Rosberg établit le temps de référence en 1 min 12 s 469,,. 
Lewis Hamilton prend la tête en 1 min 11 s 131 mais son coéquipier réplique en 1 min 11 s 060. Lewis Hamilton enchaîne alors deux tours lancés en 1 min 10 s 358 puis 1 min 10 s 255 avant de s'effacer derrière Sebastian Vettel, en 1 min 09 s 994. Tous ces temps ont été réalisés avec le mélange de gomme le plus dur proposé par Pirelli ce weekend. De nombreux pilotes bloquent leurs roues avant dans les gros freinages du circuit et Mercedes envisage de tester les pneus « supertendres » pour se laisser un peu de marge face aux Ferrari. Alors qu'il reste encore quarante minutes dans cette séance, les équipes demandent à leurs pilotes d'effectuer de longs relais en pneus durs avant de réserver les derniers instants de la session aux tests des pneus « supertendres »,,.
À la mi-séance, Fernando Alonso immobilise sa McLaren MP4-30 en panne de transmission dans la ligne droite du « départ-arrivée » à cause d'un blocage intempestif du système d'anti-calage ; la séance est interrompue par un drapeau rouge le temps de dégager la McLaren, quelques instants avant que les premières gouttes de pluie ne tombent sur Spielberg. Si la neutralisation ne dure que quelques instants, la piste est libérée dans des conditions extrêmement piégeuses puisque les monoplaces qui attendaient dans la voie des stands sont chaussées des pneus pour piste sèche totalement inadaptés aux conditions météorologiques : les pilotes sont ainsi obligés de faire un tour complet au ralenti sur une piste totalement détrempée et sous une pluie nourrie,,.
Alors que certains choisissent de passer les vingt dernières minutes dans leur garage, d'autres font le pari que la qualification de l'après-midi pourrait aussi être perturbée par la pluie et envoient leurs pilotes en piste dans des conditions difficiles, chaussés des pneumatiques « pleine pluie ». Kimi Räikkönen et Vettel partent à la faute, sans endommager leur monture. Nico Hülkenberg, tout juste auréolé de son titre aux 24 Heures du Mans 2015, remonte en piste en pneus intermédiaires et sort à deux reprises, sans dégât sur sa voiture. Carlos Sainz Jr., lui aussi en pneus intermédiaires, sort plusieurs fois de la piste, de même que Max Verstappen, également chaussé,,.

## Séance de qualifications

### Résultats des qualifications

#### Session Q1
La première phase des qualifications commence sous une température ambiante de 12 °C ; s'il ne pleut pas, la piste est encore humide dans certains secteurs, ce qui oblige les premiers pilotes à s'élancer en pneus intermédiaires. Max Verstappen établit le temps de référence en 1 min 21 s 006. Même chaussés des pneus pour piste humide, les pilotes connaissent des difficultés dans les zones de freinage, Roberto Merhi fait même une embardée dans le bac à graviers,,.  
Les pilotes de la Scuderia Toro Rosso se mettent en évidence, Carlos Sainz Jr. tournant en 1 min 20 s 903 avant de laisser, un temps, Verstappen repasser en tête en 1 min 19 s 814 ; l'Espagnol améliore ensuite en 1 min 19 s 407. Sebastian Vettel prend alors l'avantage, en 1 min 19 s 218, mais est battu par son compatriote Nico Rosberg (1 min 18 s 039). Max Verstappen hausse encore son rythme pour prendre les devants en 1 min 18 s 677,,.
À moins de dix minutes du terme, Williams F1 Team envoie ses pilotes en piste chaussés des pneus durs pour piste sèche tandis que Sauber tente un pari similaire en chaussant Felipe Nasr de pneus tendres pour le sec. Ces paris se révèlent payants puisque Felipe Massa tourne en 1 min 17 s 831, Valtteri Bottas en 1 min 17 s 297 et Nasr en 1 min 15 s 623. Immédiatement, toutes les écuries intiment à leurs pilotes de chausser les pneus les plus tendres, poussant Williams à faire rentrer ses pilotes pour passer le composé le plus rapide et éviter une élimination précoce,,.
Les temps au tour chutent passage après passage et les pilotes se relaient en tête du classement : Pastor Maldonado tourne en 1 min 15 s 385, Jenson Button en 1 min 15 s 239, Verstappen en 1 min 14 s 332, Sainz en 1 min 13 s 590, Lewis Hamilton en 1 min 13 s 196, Marcus Ericsson en 1 min 13 s 054, Vettel en 1 min 12 s 399, Rosberg en 1 min 11 s 883, Sainz en 1 min 11 s 676 et enfin Rosberg en 1 min 10 s 976. Les cinq pilotes éliminés sont Will Stevens et son coéquipier Merhi, Kimi Räikkönen, Sergio Pérez et Jenson Button,,.

#### Session Q2
Si la piste est toujours humide dans plusieurs secteurs, les pilotes se relancent chaussés des pneus pour le sec les plus tendres, comme en Q1. Carlos Sainz Jr. réalise le premier tour chronométré, en 1 min 16 s 366 mais il est battu dans la foulée par Felipe Nasr (1 min 13 s 577), Nico Hülkenberg (1 min 10 s 207) et Nico Rosberg (1 min 09 s 588),,. 
Après cette série de tours lancés, les pilotes rentrent chausser de nouvelles gommes et ressortent sous un ciel chargé de nuages menaçants. Sebastian Vettel passe en tête en 1 min 09 s 932, Rosberg réplique en 1 min 09 s 392 tandis que Lewis Hamilton échoue au troisième rang. Les trois se relancent pour un dernier tour qui voit Rosberg enfoncer le clou en 1 min 08 s 634. Romain Grosjean, en passe d'être éliminé, se qualifie sur son dernier tour, et élimine son coéquipier Pastor Maldonado,,.
Les cinq pilotes éliminés sont Maldonado, Carlos Sainz Jr., Marcus Ericsson, Daniel Ricciardo (parti deux fois à la faute en deux tours en tentant le tout pour le tout pour passer en Q3) et Fernando Alonso,,.

#### Session Q3
Deux Mercedes AMG F1 W06 Hybrid, deux Williams FW37, une Ferrari SF15-T, une Toro Rosso STR10, une Sauber C34, une Lotus E23 Hybrid, une Force India VJM08 et une Red Bull RB11 sont en lice pour le gain de la pole position. À l'issue d'une première tentative, Lewis Hamilton, en 1 min 08 s 455, est le plus rapide devant son coéquipier Nico Rosberg (1 min 08 s 850) puis un second tour en 1 min 08 s 655 et Sebastian Vettel qui s'est élancé un peu plus tard (1 min 09 s 118) ; suivent Felipe Massa et Valtteri Bottas,,. 
Les pilotes rentrent pour chausser de nouvelles gommes ; Max Verstappen va tenter de se classer sur cette seule tentative tandis que Romain Grosjean ne peut défendre ses chances à cause d'un problème hydraulique. Lewis Hamilton part à la faute dans le premier secteur (tête-à-queue au freinage du premier virage) quelques instants avant d'être imité par son coéquipier (au freinage du dernier virage). Personne ne parvenant à améliorer sa performance, Hamilton obtient sa quarante-cinquième pole position en Formule 1 et sera accompagné par Rosberg en première ligne ; ils devancent Vettel et Massa, Nico Hülkenberg et Bottas en troisième ligne, Verstappen et Felipe Nasr et enfin Grosjean et Maldonado (qui remontent au classement à la suite de la pénalisation de Daniil Kvyat, huitième temps),,.

### Grille de départ
| Pos.                                                                                      | Pilote           | Écurie                 | Qualifications 1 | Qualifications 2 | Qualifications 3 |
| ----------------------------------------------------------------------------------------- | ---------------- | ---------------------- | ---------------- | ---------------- | ---------------- |
| 1                                                                                         | Lewis Hamilton   | Mercedes               | 1 min 12 s 218   | 1 min 09 s 062   | 1 min 08 s 455   |
| 2                                                                                         | Nico Rosberg     | Mercedes               | 1 min 10 s 976   | 1 min 08 s 634   | 1 min 08 s 655   |
| 3                                                                                         | Sebastian Vettel | Ferrari                | 1 min 11 s 184   | 1 min 09 s 932   | 1 min 08 s 810   |
| 4                                                                                         | Felipe Massa     | Williams-Mercedes      | 1 min 11 s 830   | 1 min 09 s 719   | 1 min 09 s 192   |
| 5                                                                                         | Nico Hülkenberg  | Force India-Mercedes   | 1 min 11 s 319   | 1 min 09 s 904   | 1 min 09 s 278   |
| 6                                                                                         | Valtteri Bottas  | Williams-Mercedes      | 1 min 11 s 894   | 1 min 09 s 598   | 1 min 09 s 319   |
| 7                                                                                         | Max Verstappen   | Toro Rosso-Renault     | 1 min 11 s 307   | 1 min 09 s 631   | 1 min 09 s 612   |
| 8                                                                                         | Daniil Kvyat     | Red Bull-Renault       | 1 min 12 s 092   | 1 min 10 s 187   | 1 min 09 s 694   |
| 9                                                                                         | Felipe Nasr      | Sauber-Ferrari         | 1 min 12 s 001   | 1 min 09 s 652   | 1 min 09 s 713   |
| 10                                                                                        | Romain Grosjean  | Lotus-Mercedes         | 1 min 11 s 821   | 1 min 09 s 920   | Pas de temps     |
| 11                                                                                        | Pastor Maldonado | Lotus-Mercedes         | 1 min 11 s 661   | 1 min 10 s 374   |                  |
| 12                                                                                        | Marcus Ericsson  | Sauber-Ferrari         | 1 min 12 s 388   | 1 min 10 s 426   |                  |
| 13                                                                                        | Carlos Sainz Jr. | Toro Rosso-Renault     | 1 min 11 s 158   | 1 min 10 s 465   |                  |
| 14                                                                                        | Daniel Ricciardo | Red Bull-Renault       | 1 min 11 s 973   | 1 min 10 s 482   |                  |
| 15                                                                                        | Fernando Alonso  | McLaren-Honda          | 1 min 12 s 508   | 1 min 10 s 736   |                  |
| 16                                                                                        | Sergio Pérez     | Force India-Mercedes   | 1 min 12 s 522   |                  |                  |
| 17                                                                                        | Jenson Button    | McLaren-Honda          | 1 min 12 s 632   |                  |                  |
| 18                                                                                        | Kimi Räikkönen   | Ferrari                | 1 min 12 s 867   |                  |                  |
| 19                                                                                        | Roberto Merhi    | Manor Marussia-Ferrari | 1 min 14 s 071   |                  |                  |
| 20                                                                                        | Will Stevens     | Manor Marussia-Ferrari | 1 min 15 s 368   |                  |                  |
| Temps minimal à réaliser pour la qualification : 1 min 15 s 944 (107 % de 1 min 10 s 976) |                  |                        |                  |                  |                  |

- Daniil Kvyat, auteur du huitième temps, est pénalisé d'un recul de 10 places pour utiliser un cinquième moteur ; il s'élance de la quinzième place[21],[22].
- Daniel Ricciardo, auteur du quatorzième temps, est pénalisé d'un recul de 10 places pour utiliser un cinquième moteur ; il s'élance de la dix-huitième place et devra effectuer un stop-and-go de 5 secondes lors des trois premiers tours de course[21],[23],[22].
- Fernando Alonso, auteur du quinzième temps, est pénalisé d'un recul de 25 places pour utiliser un nouveau SREC et une nouvelle boîte de vitesses ; il s'élance de la dix-neuvième place et devra effectuer un drive-through lors des trois premiers tours de course[21],[23],[22].
- Jenson Button, auteur du dix-septième temps, est pénalisé d'un recul de 25 places pour utiliser un nouveau moteur et un nouveau SREC ; il s'élance de la vingtième place et devra effectuer un stop-and-go de 10 secondes lors des trois premiers tours de course[21],[23],[22].

## Course

### Déroulement de l'épreuve
Si le départ du Grand Prix est donné sur une piste sèche et avec une température ambiante de 14 °C et une la piste à 27 °C, le ciel n'en reste pas moins menaçant lorsque les vingt pilotes en lice s'alignent sur la grille de départ sous la conduite de Lewis Hamilton en pole position, épaulé en première ligne par son coéquipier Nico Rosberg. Pastor Maldonado, Sergio Pérez, Kimi Räikkönen et Daniel Ricciardo ont chaussé les pneus les plus durs, au contraire de tous les autres concurrents. À l'extinction des feux, Rosberg prend un départ parfait et, malgré la résistance d'Hamilton, s'extrait en tête du premier virage. Un peu plus loin derrière, Kimi Räikkönen patine excessivement et perd le contrôle de sa Ferrari SF15-T qui se déporte violemment vers la gauche de la piste, coinçant la McLaren MP4-30 de Fernando Alonso entre elle et le rail de sécurité. La monoplace d'Alonso en perdition s'empile alors sur la Ferrari et les deux anciens équipiers abandonnent dès les premiers hectomètres de l'épreuve. Pour la première fois de sa carrière, Alonso abandonne pour la quatrième fois consécutive,,,.  
Immédiatement, la direction de course libère la voiture de sécurité pour permettre l'évacuation des monoplaces. Jenson Button, qui doit purger une pénalité, saute sur l'occasion pour se ruer dans les stands, imité par Daniil Kvyat qui change d'aileron avant et passe en pneus durs tandis que Will Stevens range sa Marussia MR03 en panne sur le bord de la piste. Derrière la voiture de sécurité, Rosberg devance Hamilton, Sebastian Vettel, Felipe Massa, Nico Hülkenberg, Max Verstappen, Valtteri Bottas, Felipe Nasr, Carlos Sainz Jr. et Romain Grosjean,,,.
La meute est libérée au début du septième tour et Rosberg se maintient hors de la menace de son équipier ; au tour suivant, il a augmenté son écart au-delà de la seconde, empêchant Hamilton d'utiliser son aileron arrière mobile pour tenter un dépassement. Au dixième tour, l'écart atteint 2 secondes. Entretemps, Button, dont la monoplace n'a effectué qu'un tour à plein régime, abandonne (il n'y a plus de McLaren en course) et Grosjean a perdu sa place au bénéfice de Sergio Pérez. Au quinzième tour, Rosberg devance Hamilton de 2 secondes, Vettel de 6 s, Massa de 9 s, Hülkenberg de 11 s, Verstappen et Bottas de 13 s. Marcus Ericsson, qui a volé le départ, effectue un drive-through alors que Verstappen rencontre des soucis de surchauffe de freins, ce dont profite peu après Bottas pour lui ravir la sixième place. Au fil des tours, Rosberg accroît inexorablement son avance qui atteint 4 secondes sur Hamilton, Vettel étant relégué à 12 s au vingt-cinquième passage,,,.
Grosjean rentre au stand changer ses pneus au vingt-quatrième tour, Nasr stoppe au suivant, Hülkenberg et Sainz (qui écope d'une pénalité de cinq secondes pour vitesse excessive dans les stands) au vingt-sixième, Bottas, Verstappen, Rosberg (il laisse le commandement à Hamilton), Massa, Hamilton (il laisse le commandement à Vettel) puis Vettel s'arrêtent entre les vingt-septième et trente-septième tours. Les mécaniciens de Vettel ont beaucoup de difficulté pour refixer sa roue arrière-droite, ce dont profite Felipe Massa pour lui ravir sa troisième place ; Romain Grosjean abandonne durant cette valse des arrêts au stand (un problème de boîte de vitesses venait peu avant de provoquer un tête-à-queue), de même que Carlos Sainz. En sortant des stands, Lewis Hamilton franchit la ligne blanche et est pénalisé de cinq secondes : ses chances de victoire sont un peu plus compromises désormais,,,.
Au quarante-troisième tour, alors que tous les pilotes ont effectué leur unique arrêt au stand prévu, Rosberg dispose de 6 secondes d'avance en piste sur Hamilton (soit 11 secondes en comptant la pénalité), 22 s sur Massa, 26 s sur Vettel, 38 s sur Bottas et 40 s sur Hülkenberg ; suivent Verstappen, Ricciardo, Maldonado, Nasr, Kvyat et Pérez. Alors que Daniel Ricciardo, sur une stratégie décalée, change ses pneus au cinquante-deuxième tour en purgeant sa pénalité de cinq secondes pour changement de moteur, Sebastian Vettel revient progressivement à portée de la troisième place de Massa qui fait tout son possible pour le maintenir au-delà de la seconde et empêcher l'Allemand d'utiliser son aileron arrière mobile. Néanmoins, Vettel hausse son rythme et revient à moins de 2 secondes ; dans le même temps, Ricciardo double Nasr et entre dans les points. Vettel revient à moins d'une seconde de Massa et peut dès lors utiliser son DRS,,,. 
Pastor Maldonado rattrape de justesse sa Lotus E23 Hybrid en sortie de virage et évite de peu l'accident : le Vénézuélien est en pleine attaque avec, en ligne de mire, la septième place de Max Verstappen. Alors qu'il ne reste que deux tours, la lutte est intense entre Massa et Vettel pour le gain de la troisième place et entre Verstappen et Maldonado un peu plus loin ; si Massa résiste jusqu'au bout, Maldonado, après une nouvelle manœuvre d'équilibriste, vient à bout de son rival. Rosberg remporte sa troisième victoire de la saison, devant Hamilton et Massa ; suivent pour les points Vettel, Bottas, Hülkenberg, Maldonado, Verstappen, Pérez et Ricciardo,,,.

### Classement de la course
| Pos. | no | Pilote           | Écurie                 | Tours | Temps/Abandon                      | Grille | Points |
| ---- | -- | ---------------- | ---------------------- | ----- | ---------------------------------- | ------ | ------ |
| 1    | 6  | Nico Rosberg     | Mercedes               | 71    | 1 h 30 min 16 s 930 (204,040 km/h) | 2      | 25     |
| 2    | 44 | Lewis Hamilton   | Mercedes               | 71    | + 8 s 800 (dont 5 s de pénalité)   | 1      | 18     |
| 3    | 19 | Felipe Massa     | Williams-Mercedes      | 71    | + 17 s 573                         | 4      | 15     |
| 4    | 5  | Sebastian Vettel | Ferrari                | 71    | + 18 s 181                         | 3      | 12     |
| 5    | 77 | Valtteri Bottas  | Williams-Mercedes      | 71    | + 53 s 604                         | 6      | 10     |
| 6    | 27 | Nico Hülkenberg  | Force India-Mercedes   | 70    | + 1 min 04 s 075                   | 5      | 8      |
| 7    | 13 | Pastor Maldonado | Lotus-Mercedes         | 70    | + 1 tour                           | 10     | 6      |
| 8    | 33 | Max Verstappen   | Toro Rosso-Renault     | 70    | + 1 tour                           | 7      | 4      |
| 9    | 11 | Sergio Pérez     | Force India-Mercedes   | 70    | + 1 tour                           | 13     | 2      |
| 10   | 3  | Daniel Ricciardo | Red Bull-Renault       | 70    | + 1 tour                           | 18     | 1      |
| 11   | 12 | Felipe Nasr      | Sauber-Ferrari         | 70    | + 1 tour                           | 8      |        |
| 12   | 26 | Daniil Kvyat     | Red Bull-Renault       | 70    | + 1 tour                           | 15     |        |
| 13   | 9  | Marcus Ericsson  | Sauber-Ferrari         | 69    | + 2 tours                          | 11     |        |
| 14   | 98 | Roberto Merhi    | Manor Marussia-Ferrari | 68    | + 3 tours                          | 16     |        |
| Abd. | 8  | Romain Grosjean  | Lotus-Mercedes         | 35    | Boîte de vitesses                  | 9      |        |
| Abd. | 55 | Carlos Sainz Jr. | Toro Rosso-Renault     | 35    | Électronique                       | 12     |        |
| Abd. | 22 | Jenson Button    | McLaren-Honda          | 8     | Électronique                       | 20     |        |
| Abd. | 28 | Will Stevens     | Manor Marussia-Ferrari | 1     | Fuite d'huile                      | 17     |        |
| Abd. | 7  | Kimi Räikkönen   | Ferrari                | 0     | Accrochage                         | 14     |        |
| Abd. | 14 | Fernando Alonso  | McLaren-Honda          | 0     | Accrochage                         | 19     |        |

### Pole position et record du tour
- Pole position :  Lewis Hamilton (Mercedes Grand Prix) en 1 min 08 s 455 (227,501 km/h)[29].
- Meilleur tour en course :  Nico Rosberg (Mercedes Grand Prix) en 1 min 11 s 235 (218,623 km/h) au trente-cinquième tour[30].

### Tours en tête
- Nico Rosberg : 67 tours (1-32 / 37-71)[31]
- Lewis Hamilton :  3 tours (33-35)
- Sebastian Vettel : 1 tour (36)

## Classements généraux à l'issue de la course
| Pos. | Pilote           | Écurie               | Points |
| ---- | ---------------- | -------------------- | ------ |
| 1    | Lewis Hamilton   | Mercedes             | 169    |
| 2    | Nico Rosberg     | Mercedes             | 159    |
| 3    | Sebastian Vettel | Ferrari              | 120    |
| 4    | Kimi Räikkönen   | Ferrari              | 72     |
| 5    | Valtteri Bottas  | Williams-Mercedes    | 67     |
| 6    | Felipe Massa     | Williams-Mercedes    | 62     |
| 7    | Daniel Ricciardo | Red Bull-Renault     | 36     |
| 8    | Daniil Kvyat     | Red Bull-Renault     | 19     |
| 9    | Nico Hülkenberg  | Force India-Mercedes | 18     |
| 10   | Romain Grosjean  | Lotus-Mercedes       | 17     |
| 11   | Felipe Nasr      | Sauber-Ferrari       | 16     |
| 12   | Sergio Pérez     | Force India-Mercedes | 13     |
| 13   | Pastor Maldonado | Lotus-Mercedes       | 12     |
| 14   | Max Verstappen   | Toro Rosso-Renault   | 10     |
| 15   | Carlos Sainz Jr. | Toro Rosso-Renault   | 9      |
| 16   | Marcus Ericsson  | Sauber-Ferrari       | 5      |
| 17   | Jenson Button    | McLaren-Honda        | 4      |

| Pos. | Écurie               | Points |
| ---- | -------------------- | ------ |
| 1    | Mercedes             | 328    |
| 2    | Ferrari              | 192    |
| 3    | Williams-Mercedes    | 129    |
| 4    | Red Bull-Renault     | 55     |
| 5    | Force India-Mercedes | 31     |
| 6    | Lotus-Mercedes       | 29     |
| 7    | Sauber-Ferrari       | 21     |
| 8    | Toro Rosso-Renault   | 19     |
| 9    | McLaren-Honda        | 4      |

## Statistiques
Le Grand Prix d'Autriche 2015 représente :
- la 45e pole position de sa carrière en Formule 1 pour Lewis Hamilton[34] ;
- la 11e victoire de sa carrière en Formule 1 pour Nico Rosberg[35] ;
- la 36e victoire pour Mercedes en tant que constructeur[36] ;
- le 21e doublé pour Mercedes en tant que constructeur[37] ;
- la 122e victoire pour Mercedes en tant que motoriste[38].

Au cours de ce Grand Prix :
- Lewis Hamilton, en réalisant sa 45e pole position, égale Sebastian Vettel ; les deux rivaux occupent la troisième place derrière Michael Schumacher (68 pole positions) et Ayrton Senna (65 pole positions)[39] ;
- Lewis Hamilton bat le record du nombre de pole positions réalisées sur différents Grands Prix ; il a en effet obtenu la pole position à l'occasion de 21 Grands Prix différents. Le précédent record était codétenu par Alain Prost et Sebastian Vettel[40],[41] ;
- Felipe Massa passe la barre des 1000 points inscrits en Formule 1 (1012 points)[42] ;
- Sergio Pérez passe la barre des 200 points inscrits en Formule 1 (201 points)[43] ;
- Danny Sullivan (15 Grands Prix chez Tyrrell Racing en 1983 (2 points), second de la Race of champions 1983, vainqueur des 500 miles d'Indianapolis 1985 et champion CART 1988) est nommé conseiller des commissaires de course[44].